# Reino de Dyfed
El Reino de Dyfed (['dəvɛd]) fue un reino situado en el suroeste de Gales y cuya época está comprendida entre la Britania posromana y la Alta Edad Media.
Dyfed, o en su forma en latín Demetia, fue uno de los antiguos reinos que poblaban Gales antes de la Conquista Normanda. Surgió como sucesión de la antigua civitas romana de la tribu de los Demetae. Se cree que, originalmente, ocupó el área delimitada por los ríos Teifi, Gwili y Tywi, aunque pudo haberse extendido hasta la frontera con Brycheiniog. Equivalía, aproximadamente, a 2284 km². Esta zona incluía Pembrokeshire y la parte occidental de Carmarthenshire, incluyendo la población de Carmarthen. Consistía en al menos siete cantrefs (tipo de división de la tierra en Gales): Cemais, Deugleddyf, Emlyn, Cantref Gwarthaf, Pebidiog, Penfro y Rhos. Durante la llamada “Era de los Santos”, Dyfed pudo tener hasta siete obispos, uno por cada cantref. Posteriormente, el reino se extendió hasta cubrir Ystrad Tywi, incluyendo Cydweli y Gwyr. Esta área fue conquistada por Ceredigion a finales del siglo VII, para formar el reino de Seisyllwg.
En el siglo X Hywel Dda unió Dyfed y el contiguo reino de Seisyllwg bajo su dominio. El nuevo reino se conoció como Deheubarth y abarcaba aproximadamente el área del moderno condado de Dyfed.